# Кларк, Мартин
Ма́ртин Кларк (англ. Martin Clark, род. 27 октября 1968 года) — английский бывший профессиональный игрок в снукер, теперь организатор турнира Гран-при.
Стал профессионалом в 1987 году. Кларк четыре раза выходил в четвертьфиналы рейтинговых турниров. Два сезона подряд (в сезоне 1992/93 и 1993/94) занимал 12-ю строчку в мировом рейтинге. Три раза достигал 1/8 финала чемпионата мира. Кларк покинул профессиональный снукер в относительно молодом возрасте из-за проблем с шеей. Теперь он организовывает известный турнир Гран-при.

## Победы
- Pontins Professional победитель — 1997.